# Los Tepetates, Michoacán de Ocampo
Los Tepetates är en ort i Mexiko.   Den ligger i kommunen Ocampo och delstaten Michoacán de Ocampo, i den södra delen av landet, 130 km väster om huvudstaden Mexico City. Los Tepetates ligger 2 323 meter över havet och antalet invånare är 261.
Terrängen runt Los Tepetates är kuperad åt sydväst, men åt nordost är den bergig. Runt Los Tepetates är det ganska tätbefolkat, med 222 invånare per kvadratkilometer. Närmaste större samhälle är Heróica Zitácuaro, 17,8 km söder om Los Tepetates. I omgivningarna runt Los Tepetates växer i huvudsak blandskog.